# Zapalenie śródpiersia
Zapalenie śródpiersia (łac. mediastinitis) – stan zapalny toczący się w śródpiersiu.

## Przebieg kliniczny
Zapalenie śródpiersia może przebiegać jako:
- ostre
  - rozlane
  - ropień śródpiersia
- przewlekłe

Ostre zapalenie śródpiersia jest najczęściej wynikiem uszkodzenia tkanek w trakcie zabiegów endoskopowych (gastroskopia, bronchoskopia) lub zabiegów chirurgicznych (zwłaszcza kardiochirurgicznych).
Może również wystąpić wskutek ran kłutych, ciętych lub postrzałowych, pęknięcia przełyku wskutek wymiotów, a także powstawać przez szerzenie się procesów zapalnych w obrębie szyi, twarzoczaszki lub gardła (ropień okołomigdałkowy, ropne zapalenie węzłów chłonnych szyi) (tak zwane zstępujące martwicze zapalenie śródpiersia).
Przewlekłe zapalenie śródpiersia powstaje najczęściej w wyniku gruźlicy węzłów chłonnych śródpiersia.

## Objawy kliniczne
- ostre zapalenie śródpiersia
  - silny ból za mostkiem nasilający się przy oddychaniu lub kaszlu
  - wysoka gorączka
  - lęk
  - tachykardia
  - tachypnoe
  - bolesność palpacyjna w okolicy mostka
  - objawy odmy śródpiersia lub odmy podskórnej
- przewlekłe zapalenie śródpiersia
  - zwykle przebiega bezobjawowo
  - w przypadku długiego przebiegu i powstaniu rozległych nacieków zapalnych, może przebiegać z objawami uciskowymi (objawy rzekomoguzowe) na:
    - drogi oddechowe – duszność, stridor, kaszel
    - przełyk – dysfagia.

## Diagnostyka
- podwyższenie wskaźników zapalnych, takich jak leukocytoza, OB, CRP
- poszerzenie cienia śródpiersia w badaniu RTG klatki piersiowej
- w przypadku uszkodzenia przełyku – wyciek kontrastu poza przełyk widoczny w badaniu kontrastowym górnego odcinka przewodu pokarmowego
- obecność powietrza lub płynu widoczna w badaniu TK klatki piersiowej
- bronchoskopia może ujawnić miejsce uszkodzenia oskrzela
- ezofagoskopia może wykazać perforację przełyku

## Leczenie
Zapalenie śródpiersia w postaci ostrej ma burzliwy przebieg. Konieczna jest dokładna diagnostyka i możliwie szybkie zlikwidowanie przyczyny, co zwykle wymaga leczenia operacyjnego. Konieczny też może być drenaż śródpiersia. Konieczne jest też stosowanie antybiotykoterapii o szerokim spektrum.

## Rokowanie
Choroba przebiega z dużą, sięgającą 50%, śmiertelnością, zwykle w związku z sepsą i wstrząsem septycznym. Inne możliwe powikłania to ropień śródpiersia i ropniak opłucnej.